# Moraro
Moraro (furlanski: Morâr, slovenski: Morar) je općina u Goričkoj pokrajini u Italiji. 

## Zemljopis
Ova općina graniči s općinama Capriva del Friuli, Cormons, Farra d'Isonzo, Gradisca d'Isonzo, Mariano del Friuli i San Lorenzo Isontino.